# Chipping Campden
Chipping Campden – miasto i civil parish w Wielkiej Brytanii, w Anglii, w regionie South West, w hrabstwie Gloucestershire, w dystrykcie Cotswold. Leży 38,3 km na wschód  od miasta Gloucester i 131,1 km na północny zachód od Londynu. W 2001 roku miasto liczyło 1943 mieszkańców. W 2011 roku civil parish liczyła 2288 mieszkańców.